# 尤卡吉爾高原
尤卡吉爾高原是俄羅斯的高原，位於科雷馬河右岸，平均海拔高度300至700米，最高點海拔高度1,128米，該高原氣候非常惡劣，植被以北方針葉林為主。